# Dichoglena nigripennis
Dichoglena nigripennis är en tvåvingeart som först beskrevs av Johannes Friedrich Ruthe 1831.  Dichoglena nigripennis ingår i släktet Dichoglena och familjen stilettflugor. Enligt den finländska rödlistan är arten nära hotad i Finland. Enligt den svenska rödlistan är arten nära hotad i Sverige. Arten förekommer i Götaland, Svealand, Nedre Norrland och Övre Norrland. Artens livsmiljö är friska och lundartade moar. Inga underarter finns listade i Catalogue of Life.